# ブライマー・ラザク
ブライマー・ラザク（Brimah Razak 、1987年6月22日 - ）は、ガーナ・アクラ出身のプロサッカー選手。ガーナ代表。リナーレス・デポルティーボ所属。ポジションは、ゴールキーパー。

## クラブ経歴
2007年にポルトガルのGDシャヴェスでデビュー。2008年から主にスペインの下位クラブを転々とした。2017年に南アフリカのマメロディ・サンダウンズFCに移籍したが、4試合の出場にとどまり、2019年にスペインリーグに復帰した。

## 代表
2013年8月14日に開催されたトルコとの親善試合で初キャップ。アフリカネイションズカップ2015にも正ゴールキーパーとして参加、準優勝に貢献した。